# Mentalundersøgelse
En mentalundersøgelse (også kaldt mentalobservation) er forudsætningen for at en psykiater kan afgive en mentalerklæring til brug for en domstol.
Der er nok tale om den grundigste, systematiserede psykiatriske undersøgelse, en patient (kaldet observand) kan underkastes.
Observationen sker, hvis patienten er sigtet efter straffeloven, og der er mistanke om, at den sigtede er psykisk afvigende. Undersøgelsen sker i henhold til retsplejelovens §809 og besluttes af en dommer. Observationen munder ud en erklæring, som udfærdiges på baggrund af oplysninger fra
- patienten
- politiet/anklagemyndighed
- pårørende
- plejepersonalet på psykiatrisk afdeling (hvis patienten er indlagt)
- psykologisk test
- lægens kliniske undersøgelse

Dommeren træffer beslutning om, at mentalobservationen skal foregå under indlæggelse eller ambulant – i Københavns-området på Justitsministeriets retspsykiatriske klinik Arkiveret 7. marts 2005 hos  Wayback Machine.